# Нотр-Дам-де-ла-Пэ (Ямусукро)
Базилика Нотр-Дам-де-ла-Пэ, или базилика Пресвятой Девы Марии Мира (фр. Notre Dame de la Paix), — католическая церковь в столице Кот-д’Ивуара городе Ямусукро, занесённая в Книгу рекордов Гиннесса как самая большая церковь в мире. Она была возведена между 1985 и 1989 годами по образцу собора Святого Петра в Риме. Освящение храма 10 сентября 1990 года совершил понтифик Иоанн Павел II. 30 октября этого же года храму был присвоен почётный статус малой базилики.

## История
Базилика в Ямусукро превосходит ватиканский прообраз и по площади (30 тысяч м²), и по высоте купола (158 метров), внутреннее пространство спроектировано таким образом, что вмещает 18 000 верующих (внутри собора Святого Петра помещается около 15 000 и ещё 60 000 на площади у собора).
Условием своего участия в освящении храма папа римский Иоанн Павел II поставил возведение рядом с ним больницы. Это обещание было ему дано, и понтифик лично заложил на поле неподалёку от церкви первый камень. Возведение больницы было заморожено во время военно-политического кризиса 2002—2011 годов, однако впоследствии продолжено и завершено в 2014 году. Это лечебное учреждение, строительство которого обошлось в 21,3 миллиона долларов, открылось в январе 2015 года.